# Coup d'Etat (álbum)
Coup d'Etat é o segundo álbum de estúdio do cantor e rapper sul-coreano G-Dragon pela YG Entertainment. O seu lançamento ocorreu primeiramente em formato digital e dividido em duas partes, a primeira em 2 de setembro de 2013 e a segunda em 5 de setembro de 2013. Posteriormente, seu lançamento como um álbum completo realizou-se em 13 de setembro de 2013, em ambos os formatos digital e físico. Musicalmente, Coup d' Etat é um álbum pertencente aos gêneros pop, hip hop e R&B, mas é influenciado por diversos gêneros, dentre eles o dubstep, o rock e o electro. O álbum produziu os singles "MichiGo", "Coup d'Etat", "Crooked" e "Who You?". 
Após seu lançamento, Coup d'Etat atingiu o topo tanto da parara sul-coreana Gaon Album Chart quanto da estadunidense Billboard World Albums. Além disso, posicionou-se em número 182 na Billboard 200, tornando G-Dragon o primeiro artista de K-pop a realizar múltiplas entradas na referida parada. O álbum recebeu resenhas geralmente positivas da critica especializada e venceu em 2014, o prêmio de Melhor Álbum do Mundo através da premiação World Music Awards.

## Antecedentes e desenvolvimento
O início do processo de produção do segundo álbum de estúdio de G-Dragon iniciou-se em 2011, na ocasião, ele gravou versões demo das canções "Niliria" e "Runaway". Entretanto, durante este processo de produção, G-Dragon esboçou diversos álbuns, mas não considerou-os organizados corretamente, então decidiu-se por lançar o extended play (EP) One of a Kind (2012) primeiramente, a fim de conseguir lançar em tempo hábil, gravações que considerasse completas. Em entrevista para a revista Complex, ele explicou sobre a demora para concluir o projeto e o que se seguiu após o lançamento de One of a Kind dizendo: "Com o tempo restante [pós lançamento do EP], eu refiz as gravações, os moldei e agora estão completos. Sempre que eu considero colocar alguma coisa, sinto que é preciso fazer mais. Eu não diria que não estou confiante, mas é mais como uma sensação de que posso melhorar. É por isso que demorou tanto tempo".
Para a produção de Coup d'Etat, G-Dragon trabalhou majoritariamente com os produtores Teddy Park, Choice37 e Kush. O álbum também contém a colaboração de artistas internacionais, que incluem a rapper estadunidense Missy Elliot, como o DJ Diplo, ambos anunciados pela YG Entertainment em junho de 2013, como alguns dos nomes a integrarem o álbum.

## Composição
Coup d'Etat possui uma mistura eclética dos gêneros hip hop, dubstep, rock, electro e pop. Seu single de mesmo nome, co-produzido com os DJs estadunidenses Diplo e Baauer, é uma canção de tempo lento, que contém influência do trap. A colaboração com Missy Elliot em "Niliria", é distinguida por possuir uma batida étnica e surrealista. Por sua vez, a canção "R.O.D" com participação de Lydia Paek, é uma faixa dubstep com adição de tambor caribenho, enquanto "Black", que contém vocais de Jennie Kim e Sky Ferreira em versões diferentes da mesma canção, foi comparada as baladas de R&B do início da década de 90.
O álbum também possui canções baseadas no rock, como o single "Crooked", que destacou-se por ser considerado um "pop-punk cativante", que funde "batidas pesadas e riffs de guitarra". Além de "Runaway", uma canção que combina rock alternativo com música eletrônica. Coup d'Etat possui ainda as faixas "I Love It", co-produzida com o DJ alemão Boys Noize e que possui participação de Zion.T, é considerada uma "mistura suave de R&B com disco" e "Window", que traz o hip hop e o pop ligados a sintetizadores dos anos 80, sendo "misturados a batidas tribais".

## Lançamento
O álbum foi lançado em formato digital dividido em duas partes, sendo elas: Coup d'Etat, Pt.1 lançado em 2 de setembro de 2013, contendo as cinco primeiras faixas do alinhamento e Coup d'Etat, Pt.2 lançado em 5 de setembro, contendo as sete faixas restantes. A edição completa de Coup d'Etat foi lançada em 13 de setembro, composta por doze canções em seu formato digital e por catorze canções em seu formato físico. Adicionalmente, o formato físico do álbum foi lançado contendo capas disponíveis nas cores vermelha e preta, sem alteração de conteúdo entre as versões. 
Em 29 de setembro de 2013, foi anunciado pela YG Entertainment, o lançamento de uma edição de Coup d'Etat em formato vinil, com vendas limitadas a 8,888 mil unidades. Sua pré-venda iniciou-se em 30 de setembro e foi encerrada em 2 de outubro, com a venda de todas as cópias. Além do vinil, seu conteúdo inclui um crachá, uma máscara e um livreto com letras escritas à mão. Fotos da exposição "Space Eight" e do vídeo musical da canção "Coup d'Etat", também fazem parte do material.

## Promoção
Em 15 de março de 2013, a YG Entertainment anunciou que G-Dragon lançaria um novo single para apoiar sua primeira turnê mundial, a canção intitulada "MichiGo" foi lançada exclusivamente através do aplicativo móvel Line em 1 de abril do mesmo ano, sendo disponibilizada apenas na Coreia do Sul, Japão e Tailândia. Mais tarde, em 25 de agosto, G-Dragon e Missy Elliot revelaram a canção "Niliria", durante apresentação conjunta no festival de música estadunidense Kcon 2013. Em seguida, uma série de imagens promocionais foram lançadas entre os dias 26 e 27 de agosto, com o intuito de divulgar o lançamento de Coup d'Etat. Em 1 de setembro, foi revelado a lista de faixas completa do álbum, incluindo a informação da participação de outros artistas no mesmo.
As atividades promocionais de Coup d'Etat incluíram ainda apresentações de G-Dragon em programas de televisão sul-coreanos, em 6 de setembro, ele realizou sua primeira apresentação de retorno através do talk show You Hee-yeol's Sketchbook onde cantou o single "Crooked" e a versão solo de "Niliria". Dois dias depois, sua primeira apresentação em um programa de música ocorreu no Inkigayo da SBS, onde apresentou as canções "Niliria", "MichiGo" e estreou "Black" com Jennie Kim. Em 29 de setembro, G-Dragon e a cantora CL, se juntaram para a primeira apresentação ao vivo da canção "R.O.D", também no Inkigayo.
Uma exposição de arte realizada por G-Dragon, ocorreu em Seul de 10 a 17 de setembro de 2013, coincidindo com o lançamento de Coup d'Etat. A exposição foi intitulada de "Space Eight" e apresentou 88 itens relacionados ao número oito.

## Recepção

### Crítica profissional
| Críticas profissionais | Críticas profissionais |
| Avaliações da crítica  | Avaliações da crítica  |
| Fonte                  | Avaliação              |
| ---------------------- | ---------------------- |
| MTV Iggy               | favorável              |
| The New York Times     | favorável              |
| Pitchfork              | 6.1/10                 |

Em uma resenha do álbum para a MTV, Alexis Stephens escreveu que G-Dragon mistura suas influências de gêneros musicais em Coup d'Etat, mas que ás vezes, ele sente que o álbum parece ter "calorias vazias", no entanto, Stephens acredita que tanto G-Dragon como Teddy Park e Choice37, criaram "um pastiche pós-moderno de sons de ídolos pop de todo o mundo em 2013". Jeff Benjamin e Jessica Oak da Billboard, expressaram que o álbum estabelece as semelhanças entre os artistas de K-pop e ocidentais e que na verdade "não são diferentes das pessoas comuns lutando com inseguranças, relacionamentos e provando a maturidade talvez um pouco prematuramente". David Jeffries da Allmusic notou que G-Dragon "fixou seu olhar na América" com este álbum, e declarou que, "quando este esforço chamativo e ágil se aprofunda", o ouvinte ficará chocado.
Para Jon Caramanica do The New York Times, "enquanto o K-pop é gloriosamente sintético, G-Dragon é uma tela milagrosa para se trabalhar. Ele se transforma facilmente em quase qualquer estilo, se move com confiança e tem um senso perpétuo de teatro sobre ele". Caramanica também observou que Coup d'Etat é talvez o álbum de K-pop com a América mais forte em sua mente e em seus créditos". Avaliando o álbum com uma nota de 6.1 de 10, Corban Goble da publicação Pitchfork, sentiu que os melhores momentos de Coup d'Etat vieram da entrega "da promessa de um superstar G-Dragon" e da capitalização de "seu enorme carisma". Ele concluiu sua análise dizendo que, "se você vem para Coup d'Etat esperando algum tipo de revolução, ficará desapontado; é uma escuta intrigante, um senão de alguém importante". A revista Complex, listou Coup d'Etat com sua capa de cor vermelha, como uma das "50 Melhores capas de álbuns pop dos últimos cinco anos".

## Singles
- "MichiGo" foi lançado em 1 de abril de 2013, através de download digital e de forma limitada pelo aplicativo móvel Line para três países asiáticos.[17] Mais tarde em 20 de abril, a canção foi lançada mundialmente, também sob o mesmo formato. Ela foi incorporada a lista de faixas do álbum, após o lançamento digital de Coup d'Etat, Pt.2 e posteriormente no lançamento do álbum completo. Comercialmente, "MichiGo" atingiu nas paradas sul-coreanas a posição de número dezessete na Gaon Digital Chart e Billboard K-pop Hot 100[34][35] e se estabeleceu em número nove na parada estadunidense Billboard World Digital Songs.[36]

- "Coup d'Etat" foi lançado em 2 de setembro de 2013 através de download digital e como parte de Coup d'Etat, Pt.1, mais tarde, a canção foi incorporada ao lançamento completo do álbum de mesmo nome. Seu lançamento atingiu a posição de número cinco na sul-coreana Gaon Digital Chart[37] e de número quinze na também sul-coreana Billboard K-pop Hot 100.[35] Além disso, se estabeleceu em número quatro na estadunidense Billboard World Digital Songs, tornando-se a canção melhor posicionada do álbum na referida parada.[36]

- "Crooked" teve seu lançamento ocorrido em 5 de setembro de 2013 através de download digital e como parte de Coup d'Etat, Pt.2, mais tarde, a canção foi incorporada ao lançamento completo do álbum. Em termos comerciais, na Coreia do Sul a faixa posicionou-se em número três na Gaon Digital Chart[34] e em número dois na Billboard K-pop Hot 100, figurando nesta última, a canção melhor posicionada do álbum na referida parada.[35] "Crooked" também tornou-se o single de maior vendagem de Coup d'Etat no país, obtendo vendas que ultrapassaram um milhão de cópias digitais somente em 2013.[38] Na parada estadunidense Billboard World Digital Songs a canção atingiu pico de número cinco.[36]

- "Who You?" foi escolhido como o último single do álbum e seu lançamento ocorreu em 13 de novembro de 2013. Após o seu lançamento, a canção atingiu o topo da sul-coreana Gaon Digital Chart, tornando-a canção melhor posicionada de Coup d'Etat na parada,[37] além disso, se estabeleceu em número quatro na também sul-coreana Billboard K-pop Hot 100[35] e em número seis na estadunidense Billboard World Digital Songs.[36]

## Lista de faixas
| Coup d'Etat – Edição padrão |                                                                               |                                |                                          |                                |         |  |
| N.º                         | Título                                                                        | Letras                         | Música                                   | Arranjos                       | Duração |  |
| 1.                          | "Coup d'Etat" (쿠데타; Kudeta; com participação de Diplo e Baauer)            | G-Dragon                       | G-Dragon, Diplo, Baauer                  | Diplo, Baauer                  | 2:58    |  |
| 2.                          | "Niliria" (늴리리야; Nililiya; com participação de Missy Elliott)             | Missy Elliott, G-Dragon        | Teddy Park, G-Dragon, Missy Elliott      | Teddy Park                     | 2:52    |  |
| 3.                          | "R.O.D." (com participação de Lydia Paek)                                     | Teddy Park, G-Dragon, Choice37 | Teddy Park                               | Teddy Park                     | 3:56    |  |
| 4.                          | "Black" (com participação de Jennie Kim)                                      | Teddy Park, G-Dragon           | Teddy Park                               | Teddy Park                     | 3:23    |  |
| 5.                          | "Who You?" (니가 뭔데; Niga Mwonde)                                           | G-Dragon                       | G-Dragon, Kush                           | Kush, Choice37                 | 3:21    |  |
| 6.                          | "Shake the World" (세상을 흔들어; Sesangeul Heundeuleo)                       | G-Dragon                       | G-Dragon, Choice37                       | Choice37                       | 2:55    |  |
| 7.                          | "MichiGo" (미치Go; Michigo)                                                   | G-Dragon                       | G-Dragon, Ham Seung-cheon, Kang Wook-jin | Ham Seung-cheon, Kang Wook-jin | 3:28    |  |
| 8.                          | "Crooked" (삐딱하게; Ppiddak-hage)                                            | Teddy Park, G-Dragon           | Teddy Park, G-Dragon                     | Teddy Park                     | 3:45    |  |
| 9.                          | "Niliria" (늴리리야; Nililiya; G-Dragon ver.)                                 | G-Dragon, Teddy Park           | Teddy Park, Missy Elliott, G-Dragon      | Teddy Park                     | 2:52    |  |
| 10.                         | "Runaway"                                                                     | G-Dragon                       | G-Dragon, Dee.P                          | Dee.P                          | 3:21    |  |
| 11.                         | "I Love It" (너무 좋아; Neomu Joh-a; com participação de Zion.T & Boys Noize) | G-Dragon                       | G-Dragon, Boys Noize, Siriusmo           | Boys Noize, Siriusmo           | 3:15    |  |
| 12.                         | "You Do (Outro)"                                                              | G-Dragon                       | G-Dragon, Choice37                       | Choice37                       | 2:38    |  |

| Coup d'Etat – Edição física (faixas bônus) |                                            |                      |                                |                |         |  |
| N.º                                        | Título                                     | Letras               | Música                         | Arranjos       | Duração |  |
| 13.                                        | "Window"                                   | G-Dragon, Teddy Park | Choice37, Teddy Park, G-Dragon | Choice37       | 3:47    |  |
| 14.                                        | "Black" (com participação de Sky Ferreira) | Teddy Park, G-Dragon | Teddy Park                     | Teddy Park     | 3:24    |  |
| Duração total:                             | Duração total:                             | Duração total:       | Duração total:                 | Duração total: | 45:58   |  |

Notas
- Coup d'Etat, Pt.1 incluiu as faixas de 1 a 5, enquanto Coup d'Etat, Pt.2 incluiu as faixas de 6 a 12.
- "Coup d'Etat" contêm demonstração vocal de "The Revolution Will Not Be Televised" escrita por Gil Scott-Heron.[41][32][42]
- "Niliria" contêm elementos de uma tradicional canção folk coreana de mesmo nome.[1][43]

## Desempenho nas paradas musicais
Após o lançamento de Coup d'Etat, Pt.1 através de formato digital, o material atingiu a primeira colocação do iTunes Top Albums de oito países asiáticos. Posteriormente, o lançamento de Coup d'Etat, Pt.2 também em formato digital, liderou de mesmo modo a referida parada em países asiáticos. Na Coreia do Sul, após a divulgação de Coup d'Etat, Pt.2, todas as suas canções se posicionaram nos primeiros lugares da parada online da Mnet e seis faixas se estabeleceram dentro do top 10 da Gaon Digital Chart, após o lançamento digital das duas partes do álbum. Mais tarde, Coup d'Etat se tornou o terceiro álbum mais vendido em formato digital pela Melon. Além disso, em 10 de setembro, foi revelado que o álbum em seu formato físico, havia recebido uma pré-venda de mais de trezentas mil cópias na Coreia do Sul. Seu lançamento como um álbum completo ocorrido três dias depois, levou Coup d'Etat a estrear em número um nas paradas semanal e mensal da Gaon Album Chart. Em 2013, suas vendas totalizaram 195,603 mil cópias no país.
Nos Estados Unidos, Coup d 'Etat, Pt. 1 alcançou a posição de número 182 na Billboard 200, obtendo vendas de duas mil cópias em sua primeira semana, além de liderar a Billboard World Albums. Em contrapartida, Coup d 'Etat, Pt. 2 atingiu seu pico de número dois na Billboard World Albums. No Japão, o lançamento do álbum completo em formato físico, obteve vendas de 11,150 mil cópias em sua primeira semana, levando o álbum a se estabelecer em número onze na Oricon Albums Chart.

### Posições
| Paradas (2013)                                | Melhor posição |
| --------------------------------------------- | -------------- |
| Coreia do Sul (Gaon Weekly Albums Chart)      | 1              |
| Coreia do Sul (Gaon Monthly Albums Chart)     | 1              |
| Coreia do Sul (Gaon Yearly Albums Chart)      | 8              |
| Estados Unidos (Billboard 200)                | 182            |
| Estados Unidos (Billboard World Albums)       | 1              |
| Estados Unidos (Billboard Heatseekers Albums) | 3              |
| Estados Unidos (Billboard Top Rap Albums)     | 19             |
| Estados Unidos (Billboard Independent Albums) | 39             |
| Japão (Oricon Weekly Albums Chart)            | 11             |

## Histórico de lançamento
| Região        | Data                            | Formato                 | Gravadora                 |
| ------------- | ------------------------------- | ----------------------- | ------------------------- |
| Mundo         | 2 de setembro de 2013 (parte 1) | Download digital        | YG Entertainment          |
| Mundo         | 5 de setembro de 2013 (parte 2) | Download digital        | YG Entertainment          |
| Coreia do Sul | 13 de setembro de 2013          | CD                      | YG Entertainment KT Music |
| Taiwan        | 4 de outubro de 2013            | CD                      | Warner Music Taiwan       |
| Coreia do Sul | 22 de outubro de 2013           | Vinil (edição limitada) | YG Entertainment          |